# Basílica de Nuestra Señora María Auxiliadora
La Basílica de Nuestra Señora María Auxiliadora (en inglés: Basilica of Our Lady of Mary, Help of Christians at Holy Hill) Es un santuario católico dedicado a la Santísima Virgen María. La pieza central del santuario es una basílica menor. Se encuentra en la ciudad de Erin, cerca de Hubertus, Wisconsin, en la archidiócesis católica de Milwaukee en Estados Unidos. El santuario tiene aproximadamente 300.000 visitantes por año.
El santuario está situado encima de un espacio en 1,6 km² de bosques. Los visitantes pueden escalar una torre de observación de 178 pasos para ver el horizonte de Milwaukee a 48 km de distancia. A aproximadamente 410 m sobre el nivel del mar, es uno de los puntos más altos en el sureste de Wisconsin. Se encuentra cerca de Wisconsin's Ice Age Trail.
La piedra angular del tercer y actual santuario fue colocada por el arzobispo Messmer el 22 de agosto de 1926. La iglesia actual fue completada y consagrada en 1931. 

## Véase también

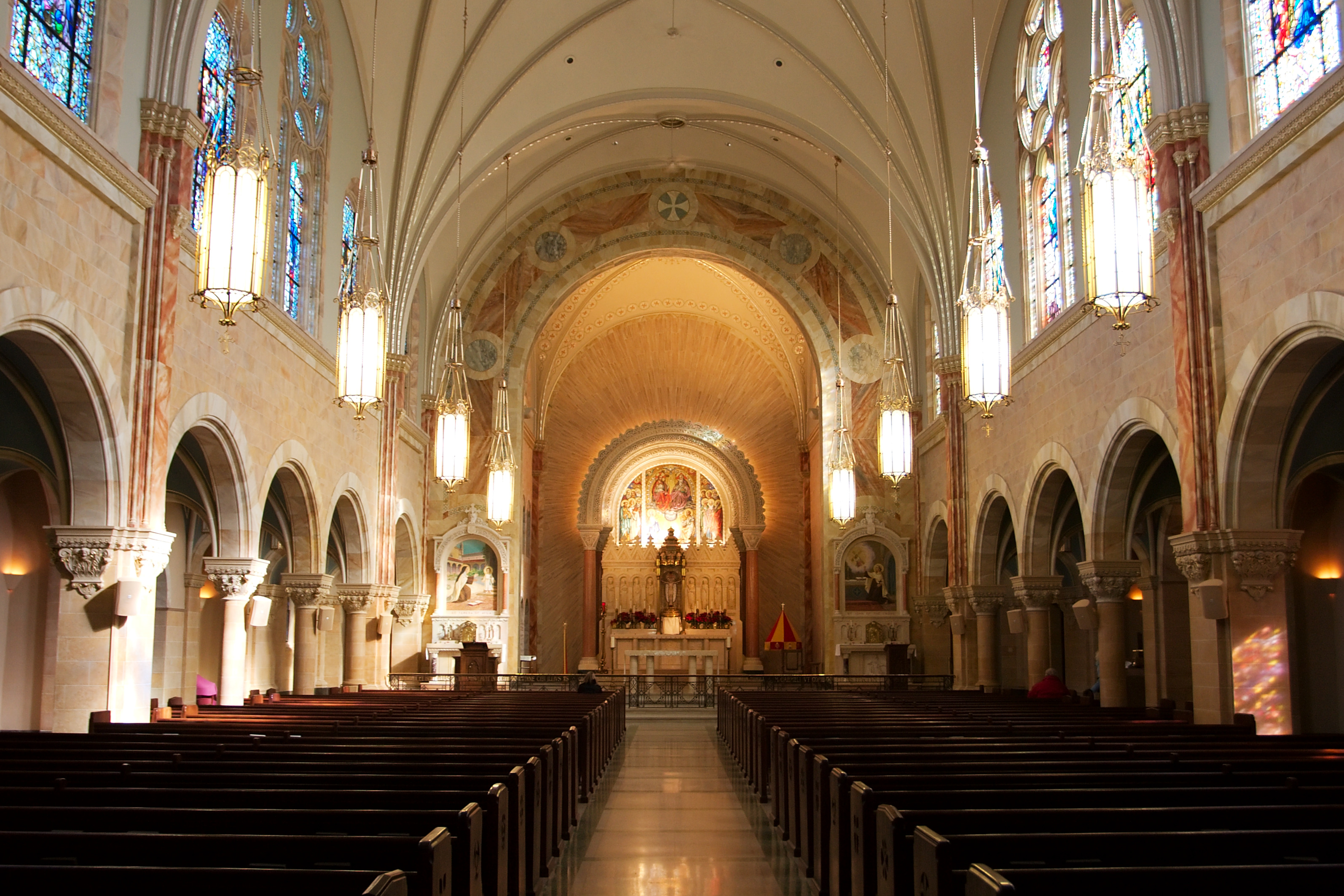
Vista interna